# Rapid City (Manitoba)
Pour les articles homonymes, voir Rapid City (homonymie).
Rapid City est un village du sud-ouest du Manitoba au Canada, situé aux abords de la rivière Little Saskatchewan à environ 30 km au nord de Brandon. En 2006, sa population est de 416 habitants. Avant 2015, il constituait une ville incorporée enclavée dans le territoire de la municipalité rurale de Saskatchewan. Le 1er janvier 2015, le gouvernement provincial impose cependant sa fusion avec cette dernière et la municipalité rurale de Blanshard pour former la municipalité rurale d'Oakview.
Elle était initialement appelée Rolston's Colony, et a été renommée Rapid City en 1877. Elle est située sur la ligne de chemin de fer Canadien Pacifique.

## Démographie
| 2001 | 2006 | 2011 | 2016 |
| ---- | ---- | ---- | ---- |
| 424  | 416  | 417  | 478  |

## Référence
- (en) Cet article est partiellement ou en totalité issu de l’article de Wikipédia en anglais intitulé « Hamiota, Manitoba » (voir la liste des auteurs).
- (en) Site de Rapid City, MB

1. ↑  « Statistique Canada - Profils des communautés de 2006 -    Rapid City » (consulté le 6 juin 2020)
2. ↑  « Statistique Canada - Profils des communautés de 2016 -   Rapid City » (consulté le 3 juin 2020)